# Ischyropsalis kratochvili
Ischyropsalis kratochvili is een hooiwagen uit de familie Ischyropsalididae.